# Галущинський Олександр Леонідович
Олекса́ндр Леоні́дович Галущи́нський (нар. 9 січня 1973 — 3 червня 2015) — старший солдат Збройних сил України, учасник російсько-української війни.

## Життєпис
Закінчив Берізківський НВК. Працював кочегаром у Берізківській ЗОШ. Активно брав участь у подіях Революції Гідності — був у складі 4-ї «Козацької сотні» Самооборони Майдану.
Доброволець, мобілізований 1 серпня 2014 року; навідник 1-го відділення 1-го взводу 4-ї механізованої роти 2-го механізованого батальйону, 28-ма окрема механізована бригада.
3 червня 2015-го загинув у бою поблизу села Новомихайлівка Мар'їнського району — близько 4-ї години ранку російсько-терористичні збройні формування здійснюють спробу штурму Мар'їнки, атака розпочалася з масованого обстрілу позицій ЗСУ із застосуванням САУ, артилерії та РСЗВ. Після артпідготовки на штурм пішли 2 тактичні групи піхоти за підтримки танків. ЗСУ задіяли артилерію, наступ відбито, терористи зазнали втрат і відступили. У бою загинули 3 військових 28-ї бригади — Олександр Галущинський, молодший сержант Василь Писаренко та старший сержант Василь Пихтєєв; 26 бійців зазнали поранень.
Без Олександра лишилися дружина та троє дітей — донька 1995 р.н., сини 2005 та 2012 р.н.
Похований в селі Берізки.

## Нагороди та вшанування
- Указом Президента України 37/2016 від 4 лютого 2016 року — орденом «За мужність» III ступеня (посмертно)[1].
- в Берізківському НВК відкрито меморіальну дошку честі Олександра Галущинського